# Über die mazedonischen Angelegenheiten

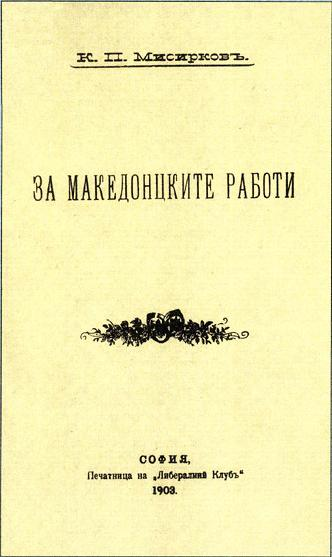
Die Titelseite des Buches.

Über die mazedonischen Angelegenheiten (kyrillische Schrift: За македонцките работи, Za makedonzkite raboti) ist ein Buch, das von Krste Misirkov geschrieben und 1903 in Sofia, Bulgarien, veröffentlicht wurde. Das Buch präsentiert die Ansichten des Autors zur mazedonischen Frage und untersucht das Gefühl der nationalen Zugehörigkeit und das Bedürfnis nach Bestätigung der Mazedonier als eigenständiges Volk. Das Buch markierte den ersten vollständigen Umriss des Mazedonischen als eigenständige Sprache und schlug die Notwendigkeit seiner Kodifizierung vor. Das Buch behandelt auch die Regeln der Standardsprache, ihre Rechtschreibung und ihr Alphabet.

## Inhalt des Buches

### Übersicht
Das Buch von Misirkov ist eine politische Analyse der Position des mazedonischen Volkes und ein Programmvorschlag für die mazedonische nationale Befreiungsbewegung.
Misirkov versuchte in seinem Werk jedoch keineswegs, die Existenz einer mazedonischen Nationalität in der Vergangenheit nachzuweisen. So bestätigte er unter anderem, dass „wir, unsere Väter, Großväter und Urgroßväter sich Bulgaren genannt haben“ (није, нашите татковци, дедои и прадедои се велеле бугари). Warum es eine solche mazedonische Nationalität geben könne, entgegnete Misirkov möglichen Gegnern damit, dass sie noch geschaffen werden könne (...шчо немало по напред, можит да се сторит по доцкан,...). Misirkov erklärt jedoch, ohne sich dabei auf wissenschaftliche Quellen zu beziehen, dass die Benennung der mittelalterlichen Slawen Mazedoniens als „Bulgaren“ keine echte ethnografische Bedeutung hat. Ihm zufolge wurden die Slawen des mittelalterlichen Mazedoniens von den byzantinischen Chronisten umgangssprachlich „Bulgaren“ genannt, und sie waren nicht mit den Ur-Bulgare (den „echten“ Bulgaren) verwandt, die er als mongolischen Stamm beschreibt, der das Byzantinische Reich angreift (Но над много Византиiа пострада од народот бугари, од монголцко племе...). Als gemeinsamer Feind der Slawen und Bulgaren vermochte das Byzantinische Reich keinen Unterschied zwischen den beiden Volksgruppen (...Но соiузните со бугарите словенцки полчишта беа во очите на неприiателите т.е. византиiците пак бугарцки.). Darüber hinaus stellt Misirkov fest, dass die Griechen auch dazu beigetragen haben, die Slawen Mazedoniens als „Bulgaren“ im Sinne von „Barbaren“ oder „Nichtgriechen“ zu bezeichnen (Но тоа име во очите и устата на грците имаше ушче специално значеiн'е: наi ненавистни за ниф варвари, л'уг'е не образоани). Dabei griff er auf die Ideen der Filiki Eteria im Bezug auf das antike Makedonien zurück, welches mit der hellenischen Religions- und Schulpropaganda Verbreitung fand, und gibt keine Erklärung wieso sich im gesamten Mittelalter die Region Makedonien weiter westlich auf der Balkanhalbinsel befand und ihre Bezeichnung sich auf die dortige Bevölkerung übertrug (siehe z. B. Makedonische Dynastie). Auch geht er in seine Überlegungen von einer homogenen slawischen Bevölkerung aus, erwähnt die Besiedlung der Region um Bitola durch die Ur-Bulgaren und die Gründung des Khaghanats von Khan Kuwer nicht und geht auf die Ethnogeneze der Bulgaren nicht ein. So wird heute angenommen, dass die dünne Oberschicht der Ur-Bulgaren bereits im 8. Jahrhundert von der slawischsprachigen Mehrheit des Bulgarenreiches assimiliert wurde, während das Ethnonym Bulgaren auf alle Untertanen des Reichs übertragen wurde.
In dem Buch selbst sieht er 10 Jahre vor den Balkankriegen und dem Friedensabkommen von Bukarest die Möglichkeit einer Teilung Makedoniens unter den Balkanstaaten voraus und schlägt die Vereinigung aller mazedonischen Nationalitäten sowie intellektueller, revolutionärer und Befreiungskräfte und -bewegungen vor in einem und gemeinsamen Kampf für die Befreiung Mazedoniens, um einen solchen Prozess zu verhindern und schlägt gleichzeitig die Einführung und allgemeine Akzeptanz des Begriffs Mazedonier im offiziellen Gebrauch für die Nationalität der mazedonisch-slawischen Bevölkerung in den Vilajets des Osmanischen Reiches vor Territorium Mazedonien. Unter Beobachtung der politischen Situation in Mazedonien zur Zeit nach dem Ilinden-Aufstand bezeichnet Krste Misirkov in dem Buch auch die vorgeschlagenen Mürzsteg-Reformen als eine günstige politische Entscheidung für Mazedonien und die Mazedonier und glaubt dies gleichzeitig aufgrund der Gefahr der Teilung Mazedoniens aufgrund der Beteiligung der benachbarten Balkanstaaten und ihrer Propaganda ist es besser, innerhalb des Osmanischen Reiches zusammenzuarbeiten und Reformen durchzuführen, die die Integrität Mazedoniens bewahren und das Leid und die Morde des mazedonischen Volkes verringern, als zu tragen einen revolutionären Kampf, angezettelt und unter dem Banner eines Teils der Bevölkerung und der Gesellschaft.
Das Buch „Über mazedonische Angelegenheiten“ wurde 1903 in Sofia, damals im Königreich Bulgarien, gedruckt und wurde im sogenannten „Liberalen Verein“ herausgegeben. Das Buch selbst hat über 120 Seiten und ist in fünf Teile und ein Vorwort gegliedert. Vier der fünf Kapitel sind eigentlich Reden, die Misirkov bei den Treffen des mazedonischen Literaturkreises in Russland vorlas. Die Kapitel des Buches sind:
1. Vorwort
2. Was haben wir getan und was sollten wir im Voraus tun?
3. Besteht ein Bedarf an einer makedonisch-nationalen wissenschaftlichen Gesellschaft?
4. Nationaler Separatismus: das Land, auf dem sie sich entwickelt haben und im Voraus entwickeln werden
5. Bestand, besteht und kann Mazedonien von sich aus als gesonderte ethnographische Einheit bestehen?
6. Ein paar Worte zur mazedonischen Literatursprache

### Erstes Kapitel
Im ersten Kapitel „Шчо праифме и шчо требит да праиме за однапред?“ (dt. Was haben wir getan und was sollten wir im Voraus tun?) untersuchte Misirkov den politischen Kontext, in dem die makedonische Frage gelöst werden muss, sowie die Hintergründe, den Verlauf und die Folgen des Ilinden-Preobraschenie-Aufstands, der im Sommer und Herbst 1903 stattfanden, sowie die Rolle Bulgariens darin.
Laut Misirkov ist der Hauptgrund für das Scheitern des Aufstands die Tatsache, dass er eng mit Bulgarien und bulgarischen Interessen verbunden war. Misirkov glaubt, dass weder die anderen kleinen Balkanstaaten noch die europäischen Großmächte es den Bulgaren in Makedonien erlauben würden, sich mit den Bulgaren in Bulgarien zu vereinen. Zudem betrachtete er die IMARO (Innere Makedonisch-Adrianopeler Revolutionäre Organisation) als eine Organisation der Bulgaren in Makedonien. Ihm zufolge machte der bulgarische Charakter des Ilinden-Aufstands es nicht-exarchistischen Christen unmöglich, sich an dem Aufstand zu beteiligen, was zu seinem Scheitern beitrug. Er stellte fest, dass es der revolutionären Organisation (IMARO) trotz aller Propagandabemühungen in Publikationen wie Pravo, Le Mouvement Macédonien, Awtonomija und anderen nicht gelungen ist, weder die kleinen Balkanstaaten noch die europäischen Großmächte davon zu überzeugen, dass sie für die Losung „Makedonien den Makedoniern“ kämpfe, und nicht für ein bulgarisch dominiertes Makedonien.

### Zweites Kapitel
Das zweite Kapitel „Имат ли се нужда от македонцки национални научно-литературни другарства“ (Besteht ein Bedarf an einer mazedonisch-nationalen wissenschaftlichen Gesellschaft?) beinhaltet den Versuch Misirkovs, die Gründung eines Sankt Petersburger, mazedonisch-nationalen wissenschaftlichen Gesellschaft zu rechtfertigen, unabhängig von den bestehenden bulgarischen und serbischen Gesellschaften in der Stadt. Dazu bietet er eine Antwort auf zwei der möglichen Kritikpunkte an einer solchen Gesellschaft: 1. Die Zeit sei nicht reif, die Frage der mazedonischen Nationalität aufzuwerfen; 2. Es ist kein guter Zeitpunkt für die Mazedonier, sich von Bulgarien zu trennen, weil es viele Opfer für die Befreiung Mazedoniens gebracht hat und in Zukunft noch mehr bringen wird.
Misirkov behauptet, die Mazedonier sollten sich vorzugsweise eine eigene Meinung über ihre Herkunft bilden, anstatt sich – je nach dem Land, wo sie studierten – mit den Meinungen von Bulgaren, Serben und Griechen zufriedenzugeben. Ihm zufolge würde die Schaffung einer mazedonischen Gesellschaft dazu beitragen, dieses Ziel zu erreichen.
Als Antwort auf die zweite Kritik weist Misirkov zunächst darauf hin, dass sich die Mazedonier nicht von den Bulgaren selbst getrennt hätten, sondern dass auf dem Berliner Kongress vor mehr als fünfundzwanzig Jahren die europäischen Länder die Mazedonier und die Bulgaren getrennt hätten, und dass „andere es [ihnen] nicht erlaubten, sich zu vereinen.“
Anschließend wendet er sich einem Vergleich zwischen den Vorteilen und Schäden zu, die der mazedonischen Bevölkerung durch ihre Beziehung zu Bulgarien entstünden. Misirkov kritisierte die Politik Bulgariens in der makedonischen Frage und behauptet, dass Bulgarien zur Verschärfung der Lage der Menschen in Makedonien beigetragen hat, da es den Ilinden-Aufstand gefördert und unterstützt, aber nicht eingegriffen hat. Zudem nutzte Bulgarien es nicht aus, dem Osmanischen Reich den Krieg zu erklären, nachdem deutlich wurde, dass sich die Aufständischen IMARO-Wojwoden und Komitadschi nicht aus eigener Kraft befreien konnten. Ihm zufolge „hätte niemand unter den Balkanvölkern die Verwüstung einer Region, welche von seinen Landsleuten bewohnt wird, tatenlos zugesehen.“ Er verteidigt die Position, dass die Opfer, die Bulgarien für die Mazedonier brachte, nicht von dem Wunsch diktiert wurden sie zu schützen, sondern, weil sie ihre eigenen Interessen in Makedonien hatten.
In diesem Kapitel vergleicht Misirkov auch bulgarische und serbische Diplomaten und Studenten. Ihm zufolge versuchen bulgarische Diplomaten nicht, „die Bedeutung Bulgariens zu erhöhen, sondern sowohl sich selbst als auch ihr Land herabzusetzen und lächerlich zu machen“, während serbische Diplomaten erfolgreich serbische Interessen verteidigen und Serbien diplomatische Siege über Bulgarien in der Makedonien-Frage bescheren. Misirkov beschrieb die bulgarischen Studenten in Russland als Internationalisten, die in erster Linie Menschen, „und dann, wenn sie Zeit dafür über haben, Bulgaren sind“. Zudem beschrieb er sie als „Menschen, die kein tiefes Interesse daran haben, die Geschichte oder die Ethnographie Makedoniens zu erlernen und die eigenen nationalen Interessen zu verteidigen“. Andererseits seien serbische Studenten seiner Meinung nach Nationalisten, d. h. Menschen, die die Ideale und Interessen ihres Volkes gut kennen und für sie kämpfen. Laut Misirkov ist dies das Ergebnis der politischen Reife des Volkes, da die Serben 1903 etwa ein Jahrhundert Zeit hatten, um ihre nationalen Ideale zu erlernen und zu formulieren, während die Bulgaren ein Vierteljahrhundert Zeit hatten.
Basierend auf diesen und den im ersten Kapitel vorgestellten Überlegungen kommt Misirkov zu dem Schluss, dass es für die Mazedonier besser ist, sich von den Bulgaren zu trennen und eine unabhängige nationale Politik zu betreiben. Außerdem sei die Trennung der mazedonischen Interessen von denen aller Nachbarländer die einzige Möglichkeit für Mazedonien, seine Integrität zu bewahren.

### Drittes Kapitel
Im dritten Kapitel „Националниiот сепаратизм: земiишчето на коiе се имат развиiено и ке се развиiат за однапред“ (Dt. Nationaler Separatismus: das Land, auf dem sie sich entwickelt haben und im Voraus entwickeln werden) versucht Misirkov die Frage zu beantworten, ob es Bedingungen für die Entwicklung der von ihm vorgeschlagenen neuen Bewegung für nationalen Separatismus in Makedonien gibt. Dazu untersucht er die Geschichte der nationalen Wiedergeburt. Misirkov behauptet, die serbische Propaganda in Makedonien habe der neuen Bewegung für ethnischen Separatismus den ersten starken Auftrieb gegeben, weil sie die Mazedonier in Frage stellte, warum sie sich bis dahin Bulgaren nannten, obwohl „allen klar war, wie künstlich serbische Interessen in Makedonien geschaffen wurden“. Aufgrund der damaligen engen Beziehung zwischen den Bulgaren und den Mazedoniern im Osmanischen Reich und deren gemeinsamer Position, bezeichneten laut Misirkov sich die Mazedonier „wirklich „Bulgaren“ und „Christen“ im nationalen Sinne, doch warum das so sei, und ob es wahr sei, haben wir uns nicht gefragt“.
Misirkov behauptet, dass die Revolutionäre der IMARO, die sich in Bulgarien aufhielten oder ihre Bildung in Bulgarien erhielten, wie Goze Deltschew und Dame Gruew, zu Beginn „unter dem Deckmantel als Bulgaren gearbeitet haben, weil sich so ein großer Teil der makedonischen Bevölkerung bezeichnete, und, weil sie auf diese Weise die Unterstützung des bulgarischen Fürstentums, des bulgarischen Volkes und des bulgarischen Exarchats“ erhofften. Zudem kritisierte  er Deltschew und Gruew, „sie hätten ein doppeltes Spiel gespielt — einerseits überzeugten sie die bulgarische Regierung, dass sie Bulgaren seien und für eine Vereinigung Makedoniens mit Bulgarien kämpften, andererseits erklärten sie vor Europa und allen anderen europäischen Ländern, dass die IMARO für Autonomie kämpfte“.
Ihm zufolge hat die Verwendung der bulgarischen Nationalität jedoch auch negative Auswirkungen auf Makedonien, wie zum Beispiel mangelnde Unterstützung durch europäische Mächte und aktiven Widerstand anderer Balkanländer mit Interessen in Makedonien.
Das Kapitel endet mit einer langen Analyse der Fragen, wo die neue Bewegung Unterstützung finden wird, ob sich die IMARO und Bulgarien ihr widersetzen werden und welche Rolle die serbische Propaganda bei ihrer Entwicklung spielen wird. Weder Bulgarien noch die mit ihm verbundene bestehende revolutionäre Organisation (IMARO) wären nach Misirkovs Analyse in der Lage, sich aktiv gegen eine neue Bewegung zu stellen, die wirklich und nicht nur vordergründig für „Makedonien den Makedoniern“ kämpft, weil sie sich auf dieser Weise vor der Welt diskreditieren würden.
Andererseits stellt er fest, dass die Bewegung Unterstützung aus Serbien finden werde, da sie ein Interesse daran habe, die bulgarischen Positionen in Makedonien zu schwächen. Misirkov weist darauf hin, dass Slivniza Serbien veranlasste, einen Kampf mit Bulgarien um Makedonien zu beginnen. Laut Misirkov sieht er bei der Vereinigung Bulgariens mit Ostrumelien den Hauptgrund für das serbische Interesse und ihrer Propaganda-Aktivität in Makedonien. Seiner Ansicht nach erzielte es einige Erfolge, aber selbst die mazedonischen Serben betrachteten sich nicht wirklich als Serben. Ihm zufolge besteht der Fehler der serbischen Propaganda darin, dass sie versuchte, den Mazedoniern die Theorie aufzuzwingen, dass sie Serben seien.

### Viertes Kapitel
Im vierten Kapitel „Состауала, состауат и можи ли Макдониiа да состауат от себе оддел'на етнографска и политична iединица?“ (dt. Bestand, besteht und kann Mazedonien von sich aus als gesonderte ethnographische Einheit bestehen?) geht Misirkov der Frage nach, inwieweit die Trennung der Mazedonier von den Bulgaren historisch, ethnographisch und politisch begründet ist. Ohne wissenschaftliche Beweise dafür zu liefern, vertritt Misirkov die Meinung, dass die mazedonischen Dialekte gleich weit vom Bulgarischen und Serbischen entfernt seien. Ihm zufolge beweist dieser Umstand, dass es in Mazedonien nicht zwei slawische Nationalitäten (Bulgaren und Serben) gibt, sondern eine - Mazedonier. Er glaubt zudem auch, dass Zar Samuil das Oberhaupt eines mittelalterlichen makedonischen Staates war.  In diesem Kapitel versucht Misirkov auch, die Hauptkritikpunkte zu beantworten, von denen er glaubt, dass sie gegen seine vorgeschlagene Idee des ethnischen Separatismus erhoben werden, nämlich:
1. Es hat nie eine mazedonische Nationalität gegeben. Eine künstlich geschaffene neue Nation wird von „Tag bis Mittag“ bestehen; ´
2. Mazedonier haben sich immer Bulgaren genannt.

Auf den ersten Einwand antwortet Misirkov lediglich, dass eine Nationalität geschaffen werden könne, die es bis zu einem bestimmten Zeitpunkt nicht gegeben habe, und nennt als Beispiel die Abspaltung der Bulgaren als Nationalität von der südslawischen Gruppe.
Um den zweiten Einwand zu beantworten, geht Misirkov der Frage nach, warum mazedonische Slawen zu Beginn des 20. Jahrhunderts Bulgaren genannt wurden. Er glaubt, dass sich die Mazedonier aufgrund eines Missverständnisses Bulgaren nannten. Ihm zufolge galten die Mazedonier bis Anfang des 20. Jahrhunderts als Bulgaren, weil innerhalb des Osmanischen Reiches die griechischen Geistlichen die mazedonischen Slawen Bulgaren nannten. Dies sei darauf zurückzuführen, dass die mazedonischen Slawen lange Zeit Teil des mittelalterlichen bulgarischen Staates waren, welches der mächtigste Gegner des Byzantinischen Reiches war, und sie ein Verbündeter Bulgariens in den Kriegen gegen Byzanz waren.

### Fünftes Kapitel
Im fünften Kapitel „Неколку зборои за македонцкиiот литературен iазик“ (dt. Ein paar Worte zur mazedonischen Literatursprache) teilt Misirkov seine Ansichten über die Bedeutung der Sprache und ihre Verbindung mit nationalen Interessen. Er präsentiert auch seine Ansichten zur Frage, welche Dialekte man auswählen könnte, das als Grundlage einer literarischen mazedonischen Sprache dienen soll. Er behauptet, dass die beste Wahl für eine literarische mazedonische Sprache die Dialekte aus der Gegend um Prilep und Bitola darstellen.

## Das Konzept von Misirkov für die mazedonische Sprache
In diesem Buch erklärt er den zentralmazedonischen Dialekt zur literarischen mazedonischen Sprache und legt sein nationales Programm fest, in dem die Frage der mazedonischen Schriftsprache einen großen Platz einnimmt. Mit diesem Buch stellte er seine Ansichten zur Entstehung der mazedonischen Schriftsprache theoretisch vor. Seine Sprache ist in der Tat eine standardisierte Sprache und stellt eine solide Grundlage für die endgültige Standardisierung und Kodifizierung der mazedonischen Sprache dar. Der letzte Artikel in diesem Buch trägt den Titel „Ein paar Worte zur mazedonischen Literatursprache“ und stellt das erste wissenschaftlich begründete, theoretisch fundierte und praktisch entwickelte Projekt zur Kodifizierung der mazedonischen Sprache dar.
Misirkov geht von den Besonderheiten der mazedonischen Sprache gegenüber anderen slawischen Sprachen aus. Er geht auf seine Geschichte, seine praktische Anwendung in der Alphabetisierung sowie auf die kulturhistorischen Umstände ein, die zur Auswahl des westmazedonischen Dialekts und seinem Aufstieg zur Literatursprache beigetragen haben.
Die Notwendigkeit einer eigenen mazedonischen Schriftsprache sei laut Misirkov ein nationales Interesse des mazedonischen Volkes und ein erfolgreiches Instrument im nationalpolitischen Kampf gegen ausländische Propaganda und gegen den Gebrauch fremder Nachbarsprachen.
Misirkov entscheidet sich für eine schnelle Lösung der mazedonischen Sprachfrage und formuliert seine Ansichten zur mazedonischen Schriftsprache hauptsächlich in drei Punkten:
- als Grundlage der literarischen Sprache nimmt es die zentrale Dialekte (auf der Linie Veles - Prilep - Bitola - Ohrid), weil sie von den benachbarten literarischen slawischen Sprachen (Bulgarisch und Serbisch) gleich weit entfernt sind
- stellt die Schreibweise auf eine phonetische Grundlage, mit geringfügigen Zugeständnissen an die Etymologie
- schlägt vor, Elemente aus allen mazedonischen Dialekten in das Lexikon aufzunehmen

In der Aussprache und Rechtschreibung führt er mehrere Änderungen ein, die für die westmazedonischen Dialekte einzigartig sind.
| Vorgeschlagene Änderung                                             | Beispiel | Standardmazedonisch, -bulgarisch und -serbisch 2 | Wird heute in mazedonischen Dialekten verwendet |
| ------------------------------------------------------------------- | --- | --- | ----------------------------------------------- |
| Weglassen von intervokalischen Konsonanten (wie z. B. w, h, d usw.) | 1. Tschoek (чоек, Mensch) 2. Žiot (жиот, Leben) 3. Sboroi (сборои, Wörter) 4. Duot (дуот, der Geist) 5. Orid (Орид, Ohrid) 6. Sosdait (создаит, erschaffen) | 1. Tschowek (човек) 2. Žiwot (живот) 3. Sborowi (зборови, думи, речи) 4. Duhot (духот, духът, дух) 5. Ohrid (Охрид) 6. Sosdade (создаде, създаде, створи) | Im Oberprespa-Dialekt und Prilep-Bitola-Dialekt |
| Verwendung von „f“ in Wörtern, in denen das alte „h“ verwendet wird | 1. Uspef (успеф, Erfolg) 2. Napisaf (написаф, habe geschrieben)                                                                                             | 1. Uspeh (успех) 2. Napischaw (напишав, написах, написао сам)                                                                                             | Im Niederprespa-Dialekt                         |
| Einführung der Buchstabenfolge „schtsch“ (шч)                       | 1. Schtscho (шчо, was) 2. Opschtsch (опшч, allgemein) | 1. Schto (што, що, шта) 2. Opscht (општ, общ, општи) | Im Prilep-Bitola-Dialekt                        |
| Einführung der Buchstabenfolgen „str“ (стр) und „sdr“ (здр)         | 1. Stred (стред, inmitten) 2. Sdrel (здрел, reif) 3. Prasdna (праздна, leer)                                                                                | 1. Sred (сред, сред, усред) 2. Zrel (зрел, зрел, зрео) 3. Prasna (празна)                                                                                 | Im Struga-Dialekt                               |
| Verwendung des Suffixes „-zki“ (-цки) statt „-ski“ (-ски)           | 1. Makedonzki (македонцки, Mazedonisch) 2. Ženzki (женцки, weiblich)                                                                                        | 1. makedonski (македонски) 2. Ženski (женски) | Im Prilep-Bitola-Dialekt                        |

Im morphologischen Bereich besteht es auf dem Suffix -t in der dritten Person Singular Präsens (trebit, mišlit, svečin) sowie in den Formen des Hilfsverbs yet, set. Es ist bezeichnend, dass die Präposition from zwei Formen hatte, daher bemerken wir die Verwendung der Präposition ot vor einem Wort, das mit einem stimmlosen Konsonanten beginnt, und die Präposition from vor einem Wort, das mit einem stimmhaften Konsonanten und Vokalen beginnt.
Misirkov übernimmt die kyrillische Schrift und führt ein Alphabet mit mehrere neue Grapheme ein, um die Abgrenzung zum Bulgarischen zu verstärken:

Der Buchstabe І, der dort verwendet wird, wo heute Ј verwendet wird.
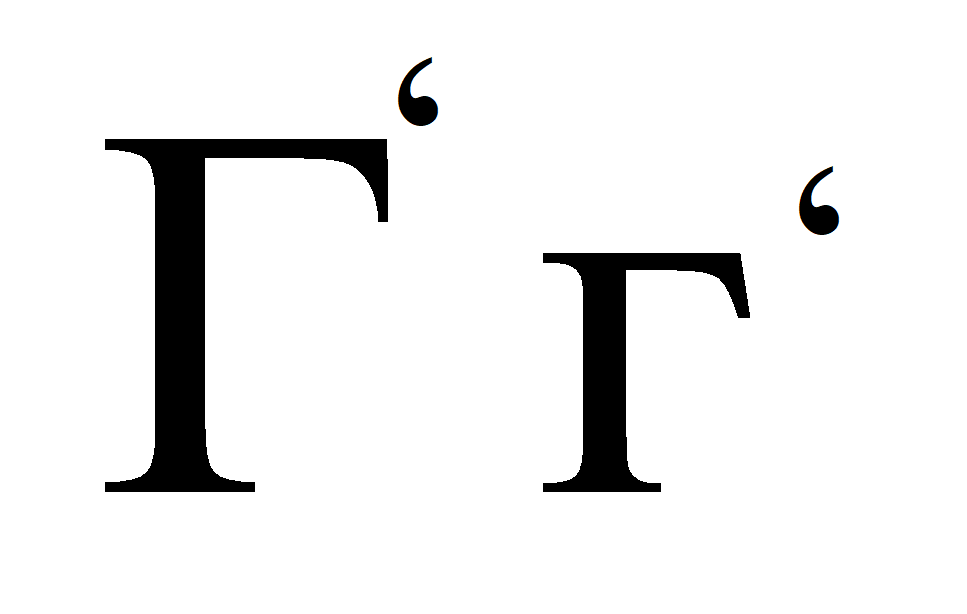
Der Buchstabe Г‘, der dort verwendet wird, wo heute Ѓ verwendet wird.
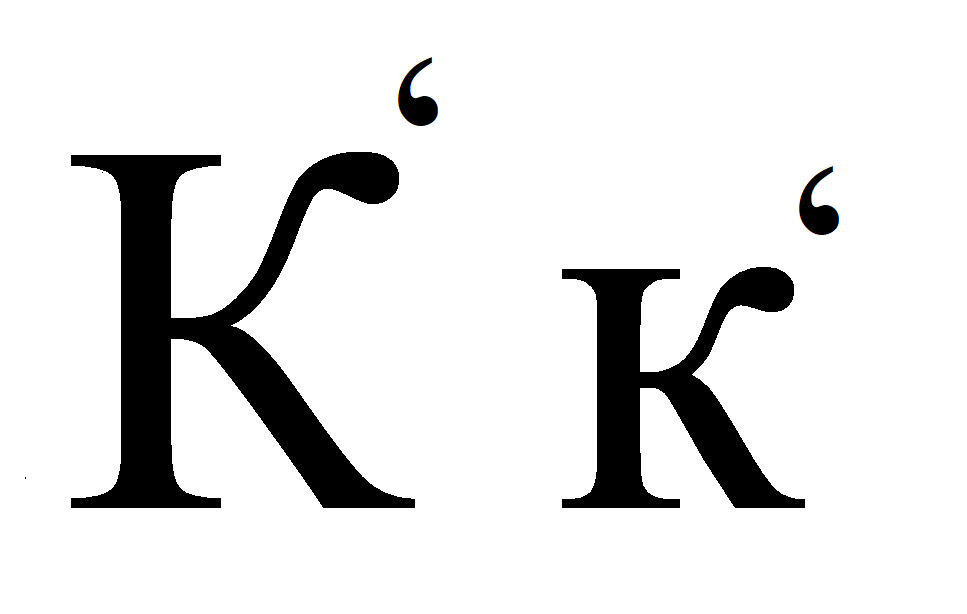
Der Buchstabe К‘, der dort verwendet wird, wo heute Ќ verwendet wird.
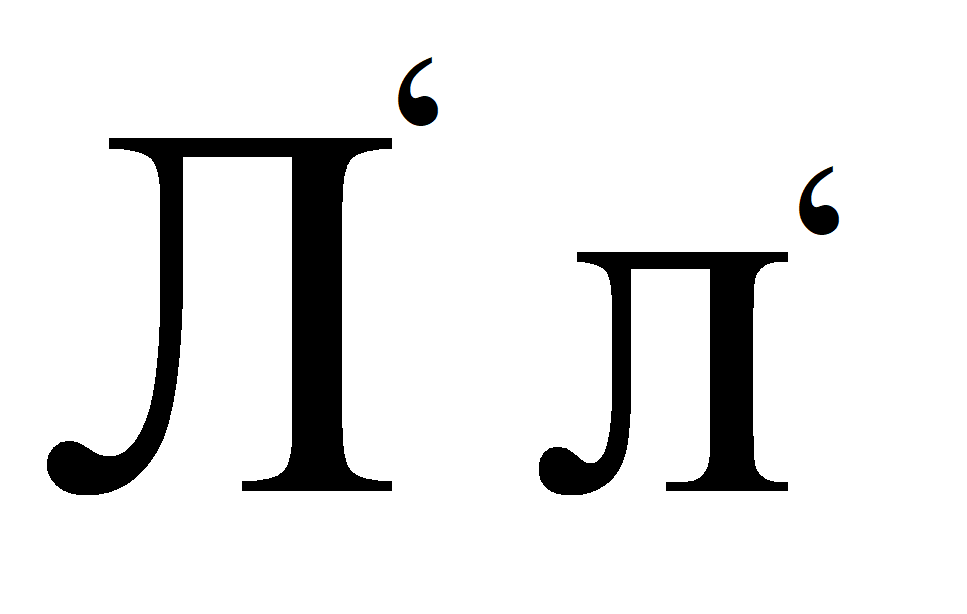
Der Buchstabe Л‘, der dort verwendet wird, wo heute Љ verwendet wird.
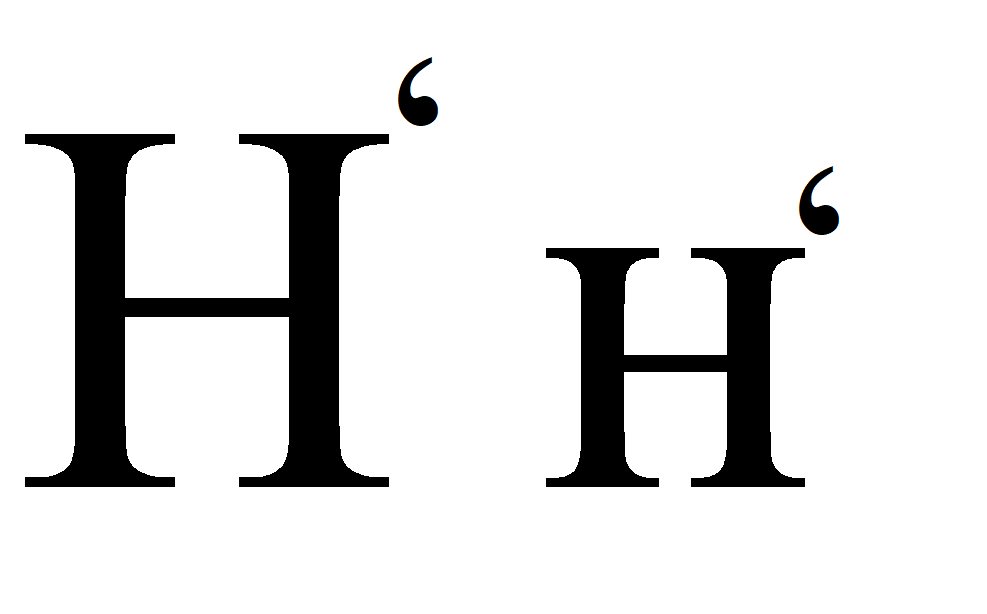
Der Buchstabe Н‘, der dort verwendet wird, wo heute Њ verwendet wird.

Außerdem besteht es in Übereinstimmung mit der phonetischen Schreibweise darauf, die Entzerrung durch Klang zu beachten.
Beim Lexikon und insbesondere bei der Wortbildung besteht er auf Volkslexikon und lebenden Wortbildungsmodellen: Partizip, Fortsetzung, Fragewort und dergleichen.
Seine Ideen wurden jedoch erst in den 1940er Jahren übernommen.
| Auszug aus dem Buch von Misirkov | Derselbe Auszug auf Mazedonisch | Derselbe Auszug auf Bulgarisch | Derselbe Auszug auf Serbisch |
| --- | --- | --- | --- |
| Историко-културните прилики во создааiн‘ето на литературни iазици господствуваа секоаш, господствуваат они и сега. Благодареiн‘е ним во наi ноо време се откажафме да си избериме iедно од нашите наречиiа за наш обшч литературен iазик, а наместо тоа зедофме да се учиме и да пишиме на туг‘ите саседни iазици, наi поеке на бугарцкиiот. Благодареiн‘е на приликите сега ниiе си избираме за обшч латературен iазик, централното македонцко, т. е. Велешко-Прилепцко-Битол‘цко-Охридцкото наречиiе.                | Историско-културните прилики во создавањето на литературни јазици господареле отсекогаш, господарат тие и сега. Благодарение на нив во најново време се откажавме да избереме едно од нашите наречја за наш заеднички литературен јазик, а наместо тоа зедовме да учиме и да пишуваме на туѓите соседни јазици, најмногу на бугарскиот. Благодарение на приликите сега ние го избираме за заеднички литературен јазик централното македонскo, т.е. велешко-прилепско-битолско-охридското наречје. | Историко-културните възможности при създаването на книжовни езици винаги са властвали, властват и сега. Благодарение на тях в последно време ние се отказахме да изберем един от нашите диалекти за наш общ книжовен език, а вместо това се заехме да учим и пишем на чужди съседни езици, най-вече на български. Благодарение на възможностите вече избираме средномакедонски като общ книжовен език, т.е. Велешко-прилепско-битолско-охридския говор. | Историјско-културне прилике у стварању књижевних језика увек су владале, владају и сада. Захваљујући њима, у последње време смо одустали од избора једног од наших дијалеката као заједничког књижевног језика, а уместо тога прешли смо на учење и писање на страним суседним језицима, углавном на бугарском. Захваљујући приликама, ми сада бирамо средњомакедонски као заједнички књижевни језик, тј. Велешко-прилепско-битолско-охридски дијалект. |
| Historisch-kulturelle Möglichkeiten bei der Schaffung von Literatursprachen haben immer regiert, sie regieren noch jetzt. Dank ihnen haben wir es in letzter Zeit aufgegeben, einen unserer Dialekte als unsere gemeinsame Literatursprache zu wählen, und stattdessen dazu übergegangen, in fremden Nachbarsprachen zu lernen und zu schreiben, hauptsächlich in Bulgarisch. Dank der Möglichkeiten wählen wir jetzt Zentralmazedonisch als gemeinsame Literatursprache, d. h. der Veles-Prilep-Bitola-Ohrid-Dialekt. | | | |

## Kritik und Nachwirkungen
Im November 1903 kam Misirkov aus Russland nach Sofia, um sein Buch zu drucken, das Ende des Jahres veröffentlicht wurde. Nach Veröffentlichung wurde das Buch in Bulgarien und von vielen IMARO-Aktivisten in Makedonien negativ aufgenommen. Die meisten Exemplare wurden kurz nach der Veröffentlichung des Buches von der bulgarischen Polizei und Aktivisten der Inneren Makedonisch-Adrianopeler Revolutionären Organisation (IMARO) beschlagnahmt oder vernichtet. Infolgedessen traf Misirkov im Dezember in Belgrad ein. Hier traf er mit dem damaligen serbischen Außenminister Stojan Novaković zusammen. Dieser besorgte sich über die serbische diplomatische Agentur in Sofia 50 Exemplare des Buches. Die gekauften Exemplare wurden über serbische diplomatische Kanäle nach Makedonien verschickt. Aus diesem Grund hatte das Buch zu seiner Zeit wenig oder keine Wirkung und wurde erst Mitte der 1940er Jahre populär.
Am 23. November 1903 schrieb der in Ohrid geborene Revolutionär Eftim Sprostranow, dass Misirkovs „Idee einer mazedonischen Sprache von Tag bis Mittag dauern würde“. Zudem fügte er hinzu, „dass Makedonien unabhängig sein könne, ohne eine neue unnötige Sprache zu schaffen“. Seine Anhängeranzahl „wäre zu gering und unbedeutend, die Bemühungen umsonst“.
Misirkov selbst distanzierte sich 1907 in seinem Artikel „Anmerkungen zur südslawischen Philologie und Geschichte“, der in der IMARO-nahen Zeitschrift „Makedono-Odrinski pregled“ veröffentlicht wurde, von seinem Werk.
Nach 1944 begann im Zuge des Nation-Building-Prozesses in der Sozialistischen Republik Mazedonien die Popularisierung und Verbreitung des Buches. Misirkovs Buch wird von den Historikern in Nordmazedonien dauerhaft als Hinweis auf die Existenz einer eigenen mazedonischen Ethnie zu seiner Zeit zitiert. Allerdings werden Teile seiner Werke, in der er sich als Bulgare identifiziert, verschwiegen.
Laut einigen Forschern spielten Misirkovs Prinzipien eine entscheidende Rolle bei der zukünftigen Kodifizierung der mazedonischen Sprache direkt nach dem Zweiten Weltkrieg. Loring Danforth ist jedoch der Ansicht, dass die Sprachplaner, die 1944 an der Kodifizierung des literarischen Standardmazedonisch beteiligt waren, Misirkovs Ansichten ignorierten.